# Coscinodon arctolimnius
Coscinodon arctolimnius är en bladmossart som beskrevs av Steere 1977. Coscinodon arctolimnius ingår i släktet Coscinodon och familjen Grimmiaceae. Inga underarter finns listade i Catalogue of Life.